# Sergio León
Sergio León Limones (geboren am 6. Januar 1989 in Palma del Río) ist ein spanischer Fußballspieler. Der Stürmer steht seit 2024 beim spanischen Zweitligisten SD Eibar unter Vertrag.

## Karriere
León wurde in der Jugendakademie von Real Betis (Betis Sevilla) ausgebildet. Er spielte in den Reservemannschaften von Betis und kam zu einem Einsatz für die erste Mannschaft, als er in der Saison 2009/10 beim Heimspiel gegen den FC Girona eingewechselt wurde. Anschließend spielte er für den Viertligisten CF Reus Deportiu, mit dem er in die Segunda División B aufstieg. Danach wechselte er zum Elche CF, wo er zunächst an Real Murcia ausgeliehen wurde und anschließend dann für die Zweitmannschaft von Elche spielte. Zur Saison 2014/15 wechselte León leihweise zum Zweitligisten UE Llagostera. Nach Leihende kehrte er nach Elche zurück und spielte dort für die Profis in der zweiten Liga.
In 41 Spielen für Elche erzielte er 22 Tore und gewann damit die Zarra-Trophäe als Torschützenkönig der Segunda División. Im August 2016 wechselte León für eine Ablöse von 1,7 Millionen Euro zum CA Osasuna, der in die Primera División aufgestiegen war. Osasuna stieg nach nur einer Saison, in der León zehn Tore erzielte, wieder aus der ersten Liga ab. Daraufhin gab Osasuna ihn gegen eine Ablöse von 3,5 Millionen nach Sevilla an seinen Jugendverein Real Betis ab.
Im Juni 2019 nahm der spanische Erstligist UD Levante León für drei Jahre unter Vertrag. Nach zwei dieser drei Jahre verließ er Levante und schloss sich Real Valladolid an.
Im Sommer 2023 kehrte er zum FC Elche zurück, verließ den Verein aber bereits ein halbes Jahr später wieder und schloss sich dem SD Eibar an.